# Centrum interpretacji dziedzictwa
Centrum interpretacji dziedzictwa (ang. heritage interpretation centre, interpretive centre) – instytucja zajmująca się upowszechnianiem wiedzy o dziedzictwie kulturowym lub przyrodniczym. Centra interpretacji powstają najczęściej w bezpośrednim sąsiedztwie miejsc mających walory historyczne, kulturowe czy przyrodnicze, takich jak parki naturalne, stanowiska archeologiczne, zabytki architektury, historyczne obszary miejskie lub wiejskie. Mogą posiadać ekspozycję i przypominać w formie nowoczesne muzea, a wyróżnia je posługiwanie się metodami interpretacji dziedzictwa. Centra interpretacji dysponują czasem innymi usługami, takimi jak informacja turystyczna, zaplecze gastronomiczne czy strefy rekreacyjne.

## Działalność centrów interpretacji
Centra interpretacji koncentrują się na działaniach z pogranicza turystyki, edukacji i kultury. Istotą ich działalności jest dostarczanie narzędzi do pełniejszego zrozumienia znaczeń i wartości dziedzictwa (naturalnego, kulturowego, materialnego i niematerialnego, w zależności od danego centrum). Przekłada się to na budowanie świadomości oraz kształtowanie tożsamości społecznej i postaw sprzyjających ochronie dziedzictwa. Centra interpretacji używają różnych środków komunikacji i narzędzi edukacyjnych. Aby wspomóc i stymulować procesy poznawcze, starają się umożliwiać odbiorcy samodzielne odkrywanie znaczeń i tworzenie osobistej, intelektualnej i emocjonalnej więzi z otaczającym dziedzictwem. Metoda prezentacji są zazwyczaj przyjazna dla użytkownika, zakłada jego aktywny udział i interakcję, w myśl zasad interpretacji dziedzictwa wypracowanych przez Freemana Tildena i następnie rozwijanych w wielu ośrodkach na świecie.
Wiele centrów interpretacji dysponuje stałymi lub czasowymi wystawami, które wyjaśniają znaczenie miejsc dziedzictwa bądź konkretny ich aspekt. Wystawy te, znajdując się w bezpośrednim otoczeniu omawianego dziedzictwa, dają odpowiednie narzędzia by odbiorca następnie samodzielnie zapoznał się z jego przestrzenią. W oparciu o treści dziedzictwa, centra interpretacji prowadzą także działalność edukacyjną (dla grup szkolnych, rodzin, seniorów), a także organizują wydarzenia turystyczne i kulturalne dedykowane różnym grupom społecznym.
Centra interpretacji prowadzą także działalność edukacyjną (dla grup szkolnych, rodzin, seniorów), a także organizują wydarzenia turystyczne i kulturalne dedykowane różnym grupom społecznym. Bywają ośrodkiem rozwoju społeczności lokalnej. Mogą przyczyniać się do promocji dziedzictwa regionalnego i rozwoju turystyki na obszarach, w których powstanie muzeum nie jest możliwe. Jako nowo powstałe placówki mogą sprzyjać rozwojowi terytorialnemu i umacnianiu lokalnej i ponadlokalnej tożsamości, niekiedy zgodnie z interesem gospodarczym i politycznym regionu.

## Centrum interpretacji a inne instytucje
W przeciwieństwie do tradycyjnych muzeów, misją centrów interpretacji niekoniecznie jest gromadzenie, konserwacja i badanie materialnych zabytków czy obszarów chronionych. Jednocześnie metody interpretacji dziedzictwa, charakterystyczne dla centrów interpretacji, bywają nieraz stosowane przez muzea czy gospodarzy innych obiektów dziedzictwa (ang. heritage site), takich jak parki narodowe, parki tematyczne, centra nauki, ogrody botaniczne i zoologiczne, arboreta, strefy archeologiczne, etnograficzne itd. W miejscach tych nie zawsze powstaje osobne centrum, lecz rolę interpretacyjną spełniać mogą odpowiednie tablice, opowieści przewodników i inne narzędzia. Poradnik Lokalne muzeum w globalnym świecie wydany przez Małopolski Instytut Kultury wskazuje sposoby korzystania z metod interpretacji w muzeach. Istnieje zatem pewna trudność w wyodrębnieniu centrów interpretacji od innych instytucji, które pełnić mogą podobne funkcje, lecz nie przypisują sobie tego miana. Trudność w odróżnieniu wpływa także na brak jednoznacznej definicji centrum interpretacji (np. na gruncie prawa).

## Centra interpretacji dziedzictwa w Polsce i na świecie
Poniższe przykłady dotyczą wybranych instytucji, które oficjalnie określają się mianem centrów interpretacji, dysponując przeważnie własnym budynkiem i ekspozycją poświęconą dziedzictwu, bądź też czynią interpretację dziedzictwa kluczowym celem swojej działalności edukacyjnej czy szkoleniowej. Stworzenie kompletnej listy napotyka na trudności, ponieważ metody interpretacji dziedzictwa stosowane są także w instytucjach, które nie określają się mianem centrów interpretacji.

### Polska
- Poznańskie Centrum Dziedzictwa. Operator Bramy Poznania ICHOT prezentującej historię Ostrowa Tumskiego, Traktu Królewsko-Cesarskiego oraz Centrum Szyfrów Enigma.
- Centrum Interpretacji Zabytku w Warszawie. Prezentuje historię odbudowy Starego Miasta w Warszawie. Jest ponadto miejscem dyskusji, wydarzeń kulturalnych i działań edukacyjnych związanych z dziedzictwem kulturowym i misją UNESCO.

### Hiszpania
- Centro de Interpretación del Romanticismo (Vilanova i la Geltrú, Katalonia). Zajmuje się interpretacją okresu romantyzmu oraz postaciami pisarza Manuela de Cabanyesa i malarza Alexandre'a de Cabanyes[11][12].
- Centro de Interpretación del Monumento Natural «Los Barruecos» w Malpartida de Cáceres. Prezentuje skalny krajobraz Los Barruecos, a także bioróżnorodność lokalnej flory i fauny, zwłaszcza bociana białego[13].
- Centro de Interpretación Dornaque, w Bezas (Aragonia). Poświęcone lokalnej przyrodzie, zwłaszcza lasom, ich roślinności, faunie i tradycyjnym sposobom użytkowania lasów[14].
- Centre d'Interpretació del Patrimoni Molí d'en Rata, w Ripollet (Katalonia). Znajduje się przy ostatnim działającym młynie wodnym w regionie El Valles Occidental. Ekspozycja stała przybliża sposób produkcji mąki, wybitne osoby regionu, a także sposób działania zegara z dzwonnicy Sant Esteve de Ripollet. Instytucja prowadzi działalność edukacyjną oraz wystawy czasowe[15].
- El Camp de les Lloses Interpretation Centre w Tona (Katalonia). Od 2006 roku działa przy strefie archeologicznej obejmującej ibero-rzymskie osiedle z II-I w. p.n.e. Ukazuje przedmioty odkryte na miejscu oraz sposób życia osadników.
- Sa Perola Interpretation Centre, w Calella de Palafrugell (Katalonia). Otwarte w 2010 roku w osiemnastowiecznym domu należącym do stowarzyszenia rybaków. Upowszechnia morskie i rybackie dziedzictwo Palafrugell.

### Francja
- Centre d'Interprétation Paul Gauguin w Le Carbet na Martynice. Poświęcony pobytowi malarza na wyspie w 1887 roku.
- MuseoParc Alésia – Interpretation Centre, Alise-Sainte-Reine. Zajmuje się prezentowaniem i rekonstrukcją pozostałości po galijskim oppidum Alezja, oblężonego przez Rzymian dowodzonych przez Juliusza Cezara w czasie bitwy pod Alezją w 52 r. p.n.e. Obejmuje część historyczną oraz budynek z wystawą multimedialną[16].
- Centre d'histoire du Mémorial 14-18 w Souchez. Otwarte w 2015 roku. Zajmuje się prezentowaniem historii I wojny światowej w Artois i Flandrii.
- Maréis w Étaples. Otwarte w 2001 roku w fabryce Saint-Frères-d'Étaples, nazywanej „La Corderie”, specjalizującej się w produkcji sieci rybackich, przy bulwarze Bigot-Descelers. Połączenie muzeum i oceanarium. Prezentuje życie marynarzy, przemysł rybny kanału La Manche i Morza Północnego, a także podwodne środowisko tych akwenów[17].
- Paléosite de Saint-Césaire. Otwarte w 2005 roku w Saint-Césaire, poświęcone jest człowiekowi neandertalskiemu oraz kulturze paleolitycznej poprzez zabytki archeologiczne, ekspozycję prezentującą zwierzęta prehistoryczne, instalacje interaktywne i sale projekcyjne. Znajduje się w sąsiedztwie strefy archeologicznej La Roche-à-Pierrot, gdzie miało miejsce odkrycie Pierrette, kości młodego mężczyzny neandertalskiego[18].
- Le Belvédère w Saint-Benoît-sur-Loire (w sąsiedztwie Doliny Loary). Prezentuje 1400-letnie dzieje benedyktyńskiego opactwa Fleury i tamtejszej bazyliki (miejsca pochówku św. Benedykta z Nursji), a także wpływu klasztoru na intelektualną kulturę regionu[19].